# Union démocratique fédérale
Pour les articles homonymes, voir UDF.
L'Union démocratique fédérale (UDF) (en allemand : Eidgenössisch-Demokratische Union (EDU), en italien : Unione Democratica Federale (UDF)) est un parti politique suisse qui se dit le défenseur des valeurs chrétiennes fondé en 1975. Composée de chrétiens de différentes confessions, l'UDF s'engage en priorité pour la protection de la vie – de la conception à la mort naturelle, pour la promotion de la famille traditionnelle, pour des finances publiques saines et pour une politique de la drogue qui vise à l'abstinence.

## Histoire
Il est fondé en 1975 par d'anciens membres de l'extrême droite provenant du mouvement Républicain et notamment des Démocrates suisses des cantons de Berne, Zurich et Vaud,. En outre, des militants anticatholiques du Parti évangélique bernois qui trouvaient le PEV trop au centre, voire au centre gauche sur des questions relatives à la société ou à l'environnement, participent à la création du mouvement.

## Organisation
Le parti revendique 14 sections cantonales (été 2015) et 3 sections cantonales Jeunes UDF (JUDF) dans les cantons de Berne, Thurgovie et Zurich.

## Programme
De manière générale, le parti s'appuie principalement sur la Bible. En 2007, le parti commençait son introduction d'un papier de position intitulé « Valeurs de l'UDF » par « C’est la Bible qui oriente la politique de l’UDF ». En 2019, était inscrit dans les valeurs de l'UDF, « La crainte de Dieu ».
Le parti est ultraconservateur en matière de mœurs ainsi que sur le plan sociétal. Il est opposé à l'IVG. À propos de l'avortement, le parti soutient l'idée que « Ton ventre m’appartient ! » et que « la vie n’appartient pas à l’homme mais à Dieu ». Il est également opposé à la PMA et au diagnostic préimplantatoire. Il est également opposé à toute idée d'euthanasie. Enfin, il s'est engagé contre les cours d'éducation sexuelle à l'école primaire et préconise « une éducation sexuelle qui parle des fondements bibliques de la fidélité ».
L'UDF est à l'origine du référendum contre le Partenariat enregistré en estimant notamment que « Le mode de vie homosexuel présente souvent un risque plus élevé pour la santé. Il n’est pas acceptable que l’État érige en « norme civile » des comportements à risques. ». C'est la raison pour laquelle, avant même que le mariage civil pour tous soit discuté au Parlement, le parti a annoncé vouloir mener un référendum contre le mariage pour tous et l'adoption de l'enfant du partenaire en estimant que « les homosexuels en couple n'ont pas la volonté de rester fidèles jusqu'à leur vieil âge ». Sur la famille, le parti estime que « l’image de la femme sans activité professionnelle, qui éduque ses enfants chez elle, ne doit plus être présentée comme démodée et misogyne ».
Sur les questions de l'immigration et de l'asile, le parti est résolument opposé à une politique migratoire ouverte et a soutenu les diverses initiatives contre l'immigration lancées par l'UDC, en rejetant toutefois l'Initiative Ecopop contre la surpopulation étrangère en novembre 2014.

Ancien logo de l'UDF, jusqu'en 2006

Le parti se situe sur une position isolationniste au niveau de la politique étrangère : il a défendu le rejet de l'adhésion de la Suisse à l'ONU et à l'EEE. Il défend l'idée de neutralité suisse dans sa vision défendue par l'ASIN et est engagé contre les opérations de l'Armée suisse à l'étranger. Il réclame aussi le transfert de l’ambassade de Suisse de Tel-Aviv à Jérusalem.
Sur le plan religieux, l'UDF s'est engagée avec succès pour l'Initiative populaire « Contre la construction de minarets », acceptée en votation populaire le 29 novembre 2009. Le parti voit l'Islam comme une menace des valeurs chrétiennes et s'engage également en faveur de l'État d'Israël. C'est à l'initiative d'un député UDF qu'un groupe parlementaire Suisse-Israël est d'ailleurs créé en 2008.
Le parti s'est toutefois allié avec la gauche et les syndicats notamment sur l'ouverture des commerces le dimanche, les premiers estimant que le dimanche devait être chômé, les derniers en référence à la Bible.
Auparavant, l'UDF a été la cheville ouvrière du référendum contre la révision de la loi sur les stupéfiants (LStup), perçue notamment comme visant trop peu à l'abstinence et élargissant déraisonnablement les possibilités de distribution de drogues par l'État,.

## Implantation

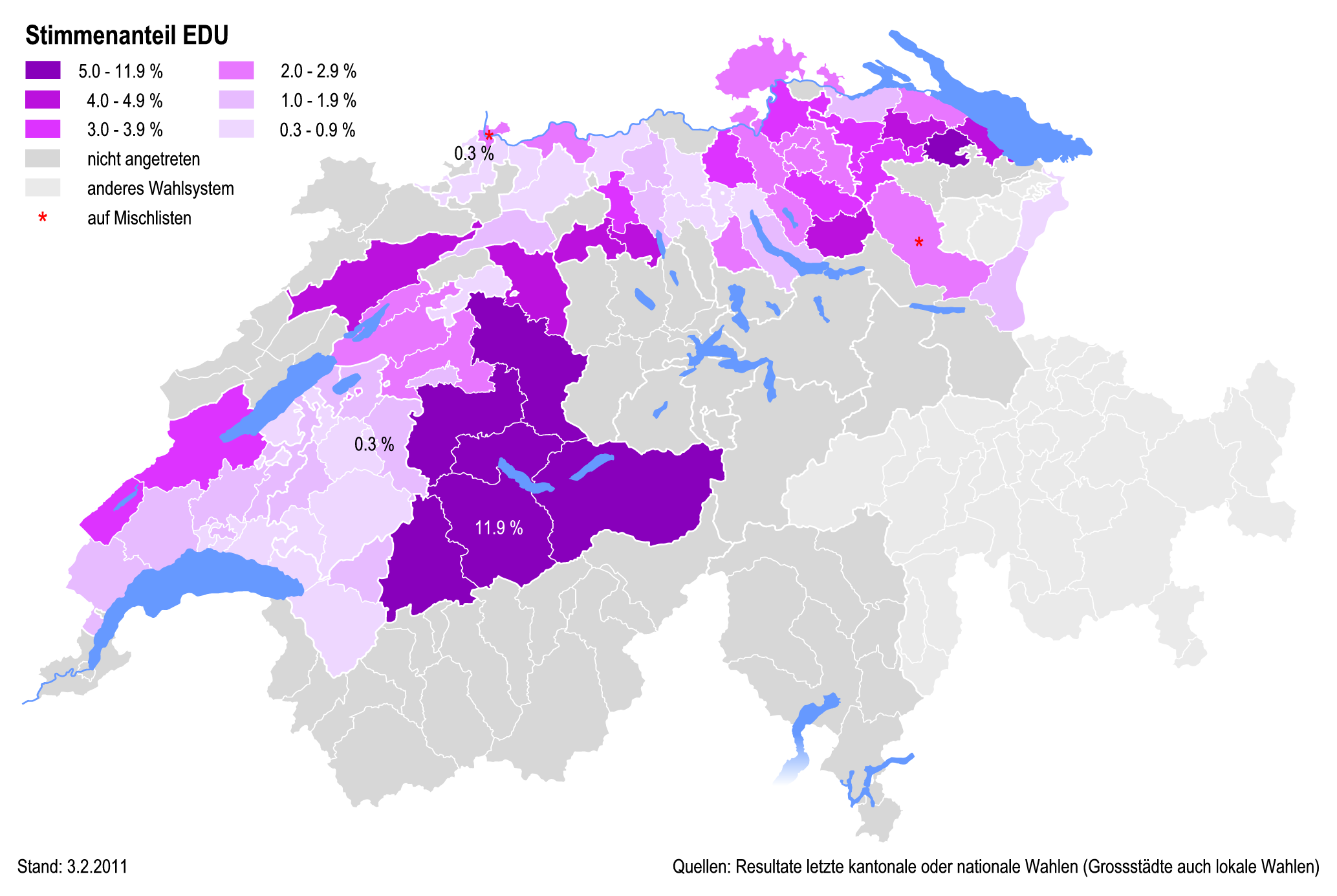
Implantation de l'UDF (2011)

L'UDF est implantée dans la plupart des cantons suisses, à l'exception de la Suisse centrale et des cantons de tradition catholique. D'ailleurs, le parti obtient ses meilleurs résultats uniquement dans les cantons protestants et notamment dans l'Oberland bernois ainsi que dans des régions conservatrices protestantes. Son électorat est proche des milieux évangéliques fondamentalistes dont la population est membre des « Églises libres » qui se différencient du protestantisme dit officiel (Réforme). 
Une étude (2005-2006) démontre que parmi les électeurs évangéliques pouvant reporter leurs voix sur le Parti évangélique (PEV) (centre gauche) ou l'UDF, 51 % des électeurs conservateurs reportaient leurs voix sur l'UDF et seulement 7 % pour le PEV. En outre, parmi les électeurs charismatiques, 24 % d'entre eux préféraient l'UDF contre 16,9 % pour le PEV. Enfin, parmi les électeurs modérés, 27,9 % d'entre eux votaient pour le PEV et seulement 16,9 % pour l'UDF.

### Mandats cantonaux
En date du 22 août 2015, le parti dispose de vingt députés dans les parlements cantonaux de Thurgovie (6), de Berne (5), de Zurich (5), de Schaffhouse (2) et d'Argovie (2). Dans les cantons de Berne et de Zurich, le parti a son propre groupe parlementaire. Il siège avec le PEV en Thurgovie et avec l'UDC en Argovie et à Schaffhouse. 

### Mandats fédéraux
Le premier conseiller national UDF fut le bernois Werner Scherrer, ancien député au Grand Conseil du canton de Berne de 1978 à 1991. Scherrer fut élu en 1991 et abandonna son mandat en cours de législature en 1997. Il siégea en tant que non-inscrit. 
Son successeur fut Christian Waber, élu en 1999, et qui forma un groupe parlementaire avec les deux députés du PEV et Roland Wiederkehr de l'Alliance des indépendants. Entre 2003 et 2007, l'UDF eut deux députés fédéraux et forma un groupe parlementaire avec le PEV. En 2007, l'UDF perdit un élu mais conserva son unique siège avec Christian Waber qui démissionna le 31 août 2009 et fut remplacé par Andreas Brönnimann qui siégea avec le groupe parlementaire de l'UDC à l'Assemblée fédérale. Au début de la Législature, Waber siégea avec le groupe parlementaire de l'UDC mais se retira du groupe lorsque Christoph Blocher ne fut pas réélu Conseiller fédéral et que l'UDC décida d'entrer en opposition gouvernementale.
L'UDF ayant obtenu 1,3 % au niveau national et 3,1 % dans le canton de Berne perdit son unique représentant lors des élections fédérales de 2011 qu'il regagne 8 ans plus tard lors des élections fédérales suisses de 2019 avec le conseiller national Andreas Gafner.

## Publications
Le parti édite un journal en allemand, EDU-Standpunkt, lancé en 1985 et le journal francophone Impulsion lancé en 1994.